# Sutton-in-Ashfield
Sutton-in-Ashfield is een plaats en civil parish in het bestuurlijke gebied Ashfield, in het Engelse graafschap Nottinghamshire met 49.023 inwoners.